# Teting-sur-Nied
Teting-sur-Nied là một xã trong vùng Grand Est, thuộc tỉnh Moselle, quận Boulay-Moselle, tổng Faulquemont. Tọa độ địa lý của xã là 49° N' vĩ độ bắc, 03° 28' kinh độ đông. Teting-sur-Nied nằm trên độ cao trung bình là 275 mét trên mực nước biển, có điểm thấp nhất là 245 mét và điểm cao nhất là 357 mét. Xã có diện tích 9,83 km², dân số vào thời điểm 1999 là 1181 người; mật độ dân số là 120 người/km². Xã nằm 37 km về phía đông của Metz, thuộc Pháp từ năm 1766.

## Thông tin nhân khẩu
| 1962 | 1968  | 1975  | 1982  | 1990  | 1999  |
| ---- | ----- | ----- | ----- | ----- | ----- |
| 985  | 1 033 | 1 152 | 1 082 | 1 037 | 1 181 |